# 佐川幸義
佐川 幸義（さがわ ゆきよし、1902年（明治35年）7月3日 - 1998年（平成10年）3月24日）は、日本の武術家。大東流合気柔術・中興の祖といわれる武田惣角の直弟子のひとり。

## 概要
昭和29年1月に武田惣角の長男・宗清と三男・時宗の推薦により大東流合気武術第36代宗家となる。
合気道の植芝盛平は、佐川幸義の大東流・宗家継承を喜んで「佐川様は申し分なき適任者」と佐川の宗家継承を祝福する書面を武田時宗に送った。
その書面受け取りを佐川に知らせる「御貴殿宗家継承の儀に就き」という武田時宗の自筆の葉書が存在する。
宗家になった半年後には東京体育館で行われた日本総合武道大会で、真剣で鎖鎌と試合をした。
昭和30年には東京都小平市の自宅に大東流本部道場（佐川道場）を開いた。
宗家になって２年後の昭和31年1月に武田時宗と念書を交わして、家督としての宗家を武田家に返上して、合気を継ぐ者という意味で宗範となる。正伝大東流合気武術宗範。大東流合気武術佐川道場主宰。
昭和11年頃には武田惣角と二人で各地を指導して廻り、受講者は武田と佐川の両方の英名録に記帳した。武田惣角の門人で武田と共に各地を指導したのは佐川幸義ただ一人である。
武田惣角が大阪の久琢磨（3年後に免許皆伝）を初めて訪ねる直前まで、武田と佐川が一緒に各地を指導して廻った事を記した新聞記事が残されている。
佐川が第36代宗家に就任した時、久琢磨は「貴下が其資格を以って御継承相成られる事は全く肩の荷を卸したる感があります」と手紙を書いて祝福した。
佐川幸義は武田惣角の合気を継承し、更にそれを大きく発展させた。独自に研究・工夫を凝らしながら厳しい修業を半世紀以上にわたって積み重ねた。
「合気」について「敵の力を無にする技術である」と語り、指導においては抽象的な精神論や宗教的な説明は用いず、「姿勢を真っ直ぐに保て」「下腹に力を入れよ」など具体的な技術面を強調していた。
70代で開発したという体の合気は、体の作用のみで相手を吹き飛ばすもので濡れ雑巾を床に叩きつけるかのようなスピードがあり、高速度カメラで撮影された写真が残されている。
空手、ボクシングなども研究し、それまでの大東流になかった合気拳法を創始した。
87歳の時に心筋梗塞で東大病院に1か月入院したが、退院したその日に道場で門人を以前と全く同じように激しく投げて「これで合気が力ではない事が分かったでしょう？」と言った。
92歳の時に心臓の検査を受けるために東大病院の医師に「何か運動をしてほしい」と頼まれたところ、その場で腕立て伏せを150回やってみせた。
佐川は真剣勝負を考えている武術家であり、自分の技が表に出るのを警戒した。映像に残す事も許可せず、本を書くのを許した際も、技術の僅かな記述にも神経を使った。
弟子をとる時は、礼儀が出来ているか、きちんとした人生を歩んでいるかを見たと言う。
長男が17歳で病死、佐川が70代の時に妻を亡くしてからは病身の次男との二人暮らしで、炊事洗濯など家事一切を担った。
東京都小平市の千坪の自宅の敷地に24軒の貸家を建て、その収入で生活に不自由がなく、また実子の後継者も居ない為、自己宣伝を行なわず道場や流派の拡大も余り図らなかった。
1995年3月24日には門人による『透明な力　ー不世出の武術家 佐川幸義ー」が講談社から初版２万部で17刷（2014年）まで発行された。2008年には文春文庫からも初版2万部が出た。この本による佐川幸義への3年間の入門者は318名に達した。
佐川は70才で体合気を体得したが、84才の頃に相手を吹っ飛ばすような合気になり、90才代になると、また大きく合気が進化した。
1998年3月23日（月）に、95歳の佐川幸義は椅子に座ったまま、古参門人の一人に立取正面打ちで掛からせて、それを合気による手刀で打ち返した。その門人は凄まじい勢いで飛ばされ、なぜか受け身がとれずに頭から激しく畳に突っ込んだが、それが3回繰り返された。余りの迫力に皆驚いたが、佐川幸義は翌日1998年3月24日に逝去した。
相続税などで敷地は三分の一になったが、佐川道場は次男が亡くなる2015年まで存続した。
現在、佐川幸義は両親、妻、長男、次男と共に、高野山東京別院（東京都港区高輪3-15-18）の円融塔に永代祭祀されている。2016年には、その隣に庵治石による佐川幸義の顕彰碑が建立された。

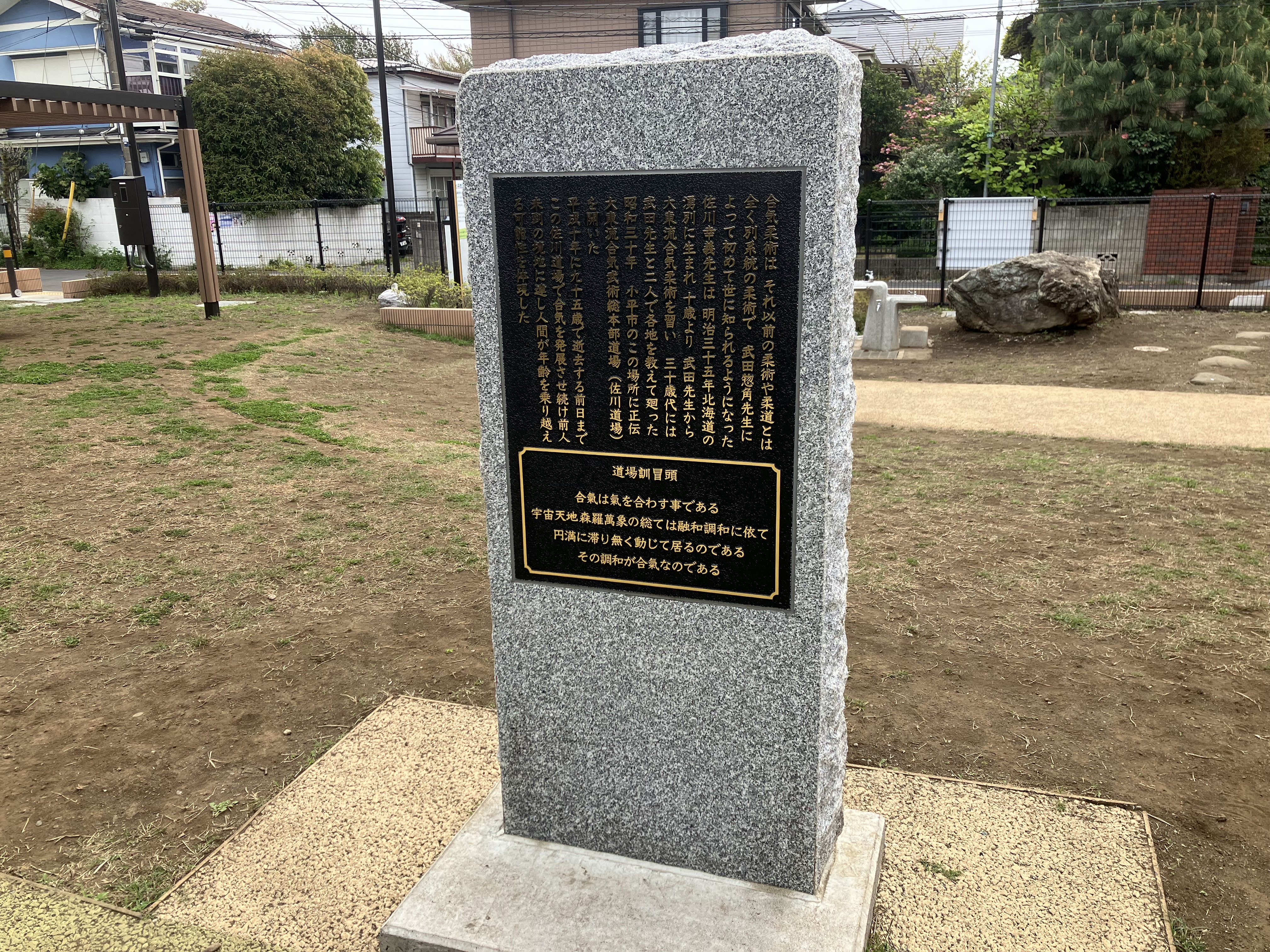
「合気公園」の顕彰碑。2025年4月撮影。

2024年には、小平市立「合気公園」ー佐川幸義邸跡地ー（東京都小平市上水南町2-1-28）が開園し、小平市によって二番目の顕彰碑が建立された。その位置は、佐川幸義が椅子に座って門人の稽古を見ていた場所で、道場の畳があった部分は緑色にしてある。

## 経歴
1902年（明治35年）7月3日、北海道紋別郡湧別にて、雑貨商を営む佐川子之吉（ねのきち）の長男として生まれる。29歳の時に載った人物事典では下湧別出身となっている。
幼少期より甲源一刀流剣術、小野派一刀流剣術、関口流柔術などを習う。
1912年（大正元年）10歳、子之吉が武田惣角に入門。佐川家に新築された道場兼住居に惣角を住まわせる。
1914年（大正3年）12歳、幸義、惣角に正式に入門。子之吉は惣角より教授代理を許される。
1919年（大正8年）17歳、手の骨格の研究に依り「合気の原理」を会得する。
1932年（昭和7年）30歳、惣角より教授代理を許される。惣角とともに全国を回りながら大東流合気柔術を教授する。
1939年（昭和14年）37歳、秋、惣角より大東流最高の伝位・正統総伝を印可された。
1954年（昭和29年）52歳、惣角長男宗清、同三男時宗により大東流36代宗家に指名される。
1955年（昭和30年）53歳、東京都小平市の自宅に道場を構え修行と指導を行う。
1956年（昭和31年）54歳、宗家を時宗に譲り、武田家から返礼として「宗範」(前宗家と総師範の意)の称号を贈られる。
1972年（昭和47年）70歳、相手を一瞬で飛ばしてしまう「新たな合気」を発見。
1998年（平成10年）95歳、3月23日には門人を受け身が取れないほど激しく投げつけたが、翌日亡くなった。
（※以上特に注記の無い記述は『佐川幸義先生伝 大東流合気の真実』年譜338-339頁に基づく。）